# 戴维·克拉克
戴维·克拉克（英語：David Clark，1959年11月17日—），美国男子赛艇运动员。他曾代表美国参加1984年夏季奥林匹克运动会赛艇比赛，获得男子四人单桨无舵手银牌。